# Neil Walker
Neil Walker (n. 25 iunie 1976, Verona⁠(d), Wisconsin, SUA) este un înotător ce a reprezentat Statele Unite ale Americii, medaliat olimpic. A participat la 2 ediții ale Jocurilor Olimpice (2000, 2004) în care a câștigat 4 medalii de aur, o medalie de argint și o medalie de bronz.